# 발레리나 (2025년 영화)
《발레리나》(영어: Ballerina)는 2025년 개봉 한 미국의 액션 스릴러 영화이다. 영화 《존 윅》 시리즈의 스핀오프 작품으로, 영화 3편과 4편 사이의 이야기를 다룬다. 렌 와이즈먼 감독이 연출했다.

## 줄거리
이브 마카로는 루스카 로마의 암살자 하비에르와 그의 컬트주의자 아내의 딸이다. 어린 시절, 이브는 하비에르에 의해 컬트에서 벗어났고, 이는 그녀의 어머니의 죽음으로 이어졌다. 이브를 되찾기 위해 컬트와 그들의 챈슬러는 그녀의 집을 습격한다. 이어지는 분쟁에서 하비에르는 이브가 탈출하는 것을 돕다가 죽는다. 뉴욕 콘티넨털의 소유주 윈스턴 스콧은 이브를 루스카 로마로 데려가고, 그곳에서 그녀는 그들의 디렉터를 만나 입대하기로 동의한다.
다음 12년 동안 이브는 디렉터와 노기 밑에서 발레리나이자 암살자/경호원으로 훈련을 받으며 '키키모라'로 활동할 준비를 한다. 어느 시점에서 그녀는 카사블랑카로의 안전한 통행을 요청하기 위해 디렉터를 방문한 존 윅을 만난다. 존은 이브에게 폭력적인 길을 포기하라고 조언하지만 실패한다. 이브는 자신의 의무를 실패한 것으로 암시되는 동료 루스카 로마 암살자를 죽인 후 프로그램을 졸업한다. 이브는 그 후 그녀의 첫 번째 보호 대상인 상속녀를 성공적으로 보호한다. 두 달 후, 계약을 완료한 이브는 한 암살자의 공격을 받는데, 그녀는 그를 죽이고 그가 컬트주의자임을 확인한다. 복수를 추구하며 그녀는 디렉터에게 컬트에 대해 묻지만, 컬트와 루스카 로마 간의 오랜 휴전 때문에 그들을 추구하지 말라는 경고를 받는다.
이브는 디렉터의 말을 불복하고 윈스턴을 만나기 위해 뉴욕 콘티넨털을 방문한다. 윈스턴은 한 컬트주의자 다니엘 파인이 프라하 콘티넨털에 큰 현상금을 걸고 머물고 있다고 밝히고, 이브는 그곳으로 가서 방을 예약한다. 이브가 파인의 방에 침투했을 때, 그녀는 파인이 컬트로부터 숨기고 있던 그의 딸 엘라를 발견한다. 이 만남은 컬트에 의해 감시되고 있었고, 그들의 멤버 레나는 파인에게 걸린 현상금을 늘려 여러 암살자들이 파인의 호텔 방으로 몰려들게 한다. 파인은 엘라를 이브에게 맡기고 나중에 컬트에 대한 정보를 주겠다고 약속한다. 그들이 호텔을 나설 때, 컬트주의자 덱스가 파인을 쏘고, 레나는 이브를 무력화하고 엘라를 납치한다. 콘티넨털 직원들은 공격을 가한 두 명의 잡힌 암살자를 처형하지만, 이브는 싸움을 시작하지 않았기 때문에 살려준다.
이브가 무기상 프랭크에게서 무기를 구매하는 동안, 컬트는 그의 가게를 공격한다. 이브가 공격자들을 죽인 후, 프랭크는 그녀가 컬트 기지의 위치를 좁히는 것을 돕는다. 이브의 수색은 오스트리아의 마을 할슈타트로 이어지고, 그곳에서 그녀는 곧 그곳 주민들의 공격을 받는데, 그들은 모두 컬트주의자들이다. 이브는 결국 잡혀 챈슬러에게 끌려가고, 그는 그녀의 루스카 로마 소속을 발견한다. 이브는 그녀의 복수 계획을 밝히고, 그는 파인이 그의 아들이고 엘라가 그의 손녀라고 밝힌다. 챈슬러는 이브를 기억하며 레나에게 그녀가 이브의 언니라고 알려준다. 이브는 레나에게 몰리기 전에 탈출하고, 레나는 그들의 혈연 관계를 밝힌다. 레나는 하비에르가 컬트가 이미 그녀를 세뇌했다고 두려워했기 때문에 탈출 중에 자신을 버렸다고 말한다. 이브와 레나가 이야기하는 것을 들은 챈슬러는 그들의 죽음을 명령한다. 레나는 살해되지만 이브는 간신히 탈출한다.
챈슬러는 이브 때문에 루스카 로마에 전쟁을 선포하기 위해 디렉터에게 전화를 건다. 디렉터는 이브가 통제 불능이 되었음을 반박하고 존 윅을 고용하여 그녀를 제거함으로써 챈슬러를 달랜다. 존은 할슈타트에 도착하여 이브를 찾아 물리치지만, 그녀를 살려주고 그녀에게 추적을 포기하라고 간청한다. 이브는 복수를 간청하고, 이에 동정심을 느낀 존은 자정까지 챈슬러를 죽일 시간을 준 후 그의 계약을 완료할 것이라고 말한다. 이브는 존이 멀리서 그녀를 돕고 덱스와 몇몇 다른 컬트주의자들을 죽이는 동안 할슈타트 전역에서 컬트와 계속 싸운다. 챈슬러는 엘라와 함께 도망치려 하지만 이브가 그들을 궁지로 몰아넣는다. 챈슬러는 이브와 이성적으로 대화하려 하지만, 그녀는 그를 처형하고 엘라를 구한다. 존은 디렉터에게 챈슬러의 죽음을 알리고, 디렉터는 이를 받아들인다.
엘라는 프라하 콘티넨털에서 회복 중인 파인과 재회한다. 이브는 루스카 로마를 떠나 뉴욕 콘티넨털에서 피난처를 찾고, 윈스턴으로부터 살아남은 컬트 멤버들이 그녀에게 복수를 추구할 것이라는 경고를 받는다. 친구 타티아나의 발레 공연에 참석한 이브는 자신에게 5백만 달러의 현상금이 걸려 있다는 것을 알고 극장을 떠난다.

## 출연
- 아나 데 아르마스/빅토리아 콩트(아역) - 이브 마카로 역
- 앤젤리카 휴스턴 - 국장 역
- 게이브리얼 번 - 총장 역
- 랜스 레딕 - 카론 역
- 노먼 리더스 - 대니얼 파인 역
- 카탈리나 산디노 모레노 - 레나 역
- 이언 맥셰인 - 윈스턴 스콧 역
- 키아누 리브스 - 존 윅 역
- 샤론 덩컨브루스터 - 노기 역
- 최수영 - 카틀라 박 역
- 정두홍 - 일성 역
- 와리스 알루왈리아 - 눈 역
- 데이비드 카스타녜다 - 하비에르 마카로 역
- 에이브러햄 퍼풀라 - 프랭크 역
- 에이바 매카시 - 엘라 파인 역
- 줄리엣 도허티 - 타티야나 역

## 내용주
1. ↑  존 윅 3: 파라벨룸 (2019)에 묘사된 바와 같이